# Страсберг, Ли
Ли Страсберг (англ. Lee Strasberg; 17 ноября 1901 — 17 февраля 1982) — американский актёр, театральный и кинорежиссёр, тренер по актёрскому мастерству и учитель драмы.

## Биография
Родился 17 ноября 1901 года в австро-венгерском местечке Буданов, в еврейской семье Иды и Боруха-Меера Страсбергов. Вместе с родителями эмигрировал в США в 1908 году.
В 1931 году стал одним из основателей театрального коллектива Group Theatre. В 1949 году начал работать в школе актёрского мастерства Актёрская студия в Нью-Йорке. В 1951 году стал её руководителем, обучение вёл по своей методике на основе системы Станиславского. Среди выпускников школы много известных актёров — Джеймс Дин, Пол Ньюман, Аль Пачино, Мэрилин Монро, Джейн Фонда, Дастин Хоффман, Роберт де Ниро, Марлон Брандо, Микки Рурк, Том Холланд.
В 1966 году основал Actors Studio West в Лос-Анджелесе. В 1969 году основал Театральный институт Ли Страсберга. В 1974 году сыграл роль второго плана в фильме «Крёстный отец 2». За эту роль Страсберг номинировался на кинопремии «Оскар» и «Золотой глобус».

## Личная жизнь
Первая жена — Нора (Nora Krecaun), 1926—1929 годы. В 1934—1966 годах был женат на актрисе Поле Страсберг. Их дети — актриса Сьюзан Страсберг и преподаватель актёрского искусства Джон Страсберг. Третья жена — Анна Мизрахи. Дети — Давид и Адам. Был близким другом своей ученицы Мэрилин Монро, которая завещала ему большую часть своего состояния.
Ли Страсберг скончался от инфаркта 17 февраля 1982 года в возрасте 80 лет.

## Фильмография
| Год  |   | Русское название       | Оригинальное название  | Роль                                     |
| ---- | - | ---------------------- | ---------------------- | ---------------------------------------- |
| 1937 | ф | Буря в стакане         | Storm in a Teacup      | Уилли                                    |
| 1937 | ф | Парнелл                | Parnell                | Пэт (в титрах не указан)                 |
| 1945 | ф | Story with Two Endings | Story with Two Endings | режиссёр                                 |
| 1949 | ф | Третий человек         | The Third Man          | военный полицейский (в титрах не указан) |
| 1953 | ф | China venture          | China Venture          | Паттерсон                                |
| 1958 | ф | The Gun Runners        | The Gun Runners        | Рэтт                                     |
| 1961 | ф | Макбет                 | Macbeth                | Сейтон                                   |
| 1962 | ф | Самый длинный день     | The Longest Day        | сержант Фостер (в титрах не указан)      |
| 1974 | ф | Крёстный отец 2        | The Godfather: Part II | Хайман Рот                               |
| 1976 | ф | Перевал Кассандры      | The Cassandra Crossing | Герман Каплан                            |
| 1978 | ф | The Last Tennant       | The Last Tennant       | Фрэнк                                    |
| 1979 | ф | Правосудие для всех    | …And Justice for All   | Сэм Киркланд                             |
| 1979 | ф | Променад               | Broadwalk              | Дэвид Розен                              |
| 1979 | ф | Красиво уйти           | Going in Style         | Уилли                                    |